# Guardia dall'uniforme ricamata
La guardia dall'uniforme ricamata (zh. 錦衣衞T, 锦衣卫S, JǐnyīwèiP, lett. "Guardia vestita di broccato") era la polizia segreta imperiale che serviva gli imperatori della dinastia Ming in Cina. Fu fondata dall'imperatore Hongwu nel 1368 per servire come sua guardia del corpo personale. Nel 1369 divenne un corpo militare imperiale, distinto dalle Guardie imperiali propriamente dette (Jingwei). A loro fu data l'autorità di annullare i procedimenti giudiziari con piena autonomia nell'arrestare, interrogare e punire chiunque, compresi i nobili e i parenti dell'imperatore.
La Guardia dall'uniforme ricamata aveva il compito di raccogliere informazioni militari sul nemico e partecipare alle battaglie durante la pianificazione. Le guardie indossavano una caratteristica uniforme giallo oro, con una tavoletta indossata sul busto, e portavano una speciale arma a lama.

## Storia

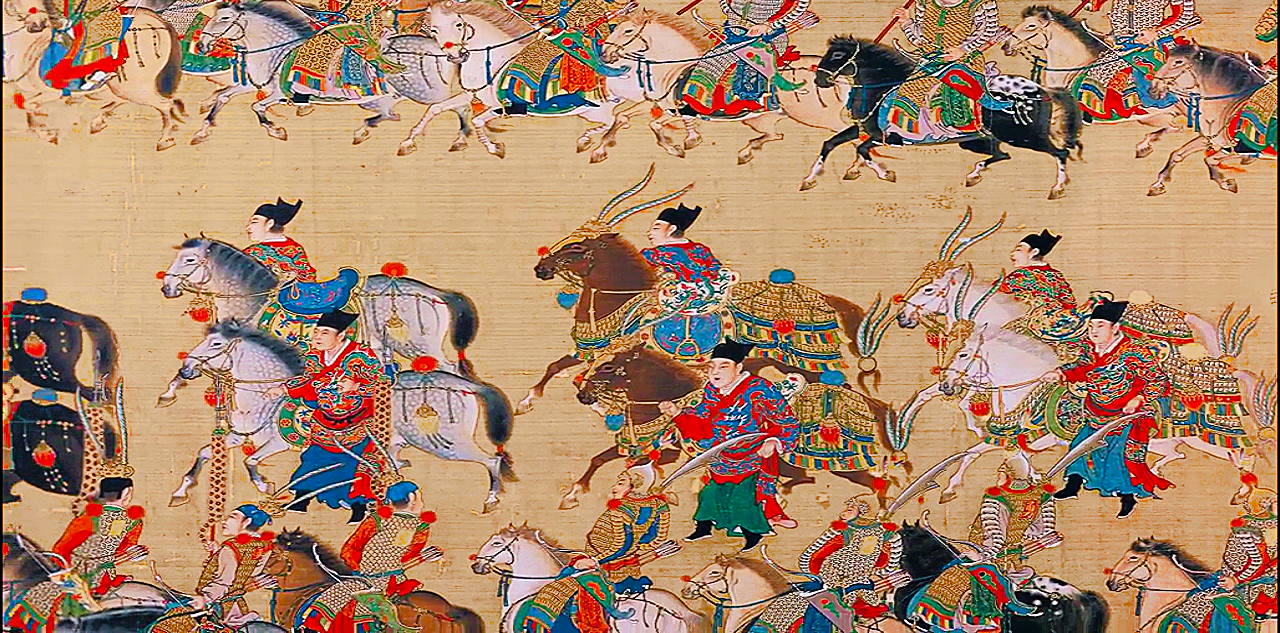
Jinyiwei di alto rango che scortano i preziosi cavalli dell'Imperatore durante la parata imperiale.

Il Jinyiwei nacque nel 1360. Gli uomini del corpo servirono come guardie del corpo personali di Zhu Yuanzhang e lo difesero durante una battaglia contro il signore della guerra Chen Youliang. Dopo che Zhu fondò la dinastia Ming e divenne l'imperatore Hongwu, dubitò della lealtà dei suoi sudditi nei suoi confronti e visse costantemente preoccupato dalla minaccia di ribellioni e tentativi d'omicidio. Uno dei primi doveri dei Jinyiwei (nonché elemento fondamentale per distinguerle dalle Guardie imperiali propriamente dette, i Jingwei) fu aiutare l'imperatore a spiare i suoi sudditi. Hongwu aumentò in seguito i doveri dei Jinyiwei, consentendo loro di ispezionare i suoi funzionari al lavoro nella capitale, prima di istituire formalmente questa polizia segreta nel 1382 con circa 500 membri. Il loro numero fu successivamente aumentato a circa 14.000 in soli tre anni.
Nel 1393, Hongwu ridusse i doveri dei Jinyiwei dopo che il loro comandante, Jiang Huan (蔣瓛), abusò della propria autorità durante le indagini su un presunto complotto ordito dal generale Lan Yu, in cui furono implicate e giustiziate circa 40.000 persone. Quando il figlio di Hongwu, Yongle (r. 1402-1424), usurpò il trono al nipote Jianwen, ripristinò l'autorità del Jinyiwei per aumentare il suo controllo sulla corte imperiale della quale diffidava.
Il Jinyiwei fu sciolto dopo 262 anni di esistenza quando le forze ribelli di Li Zicheng rovesciarono la dinastia Ming nel 1644.

## Servizio

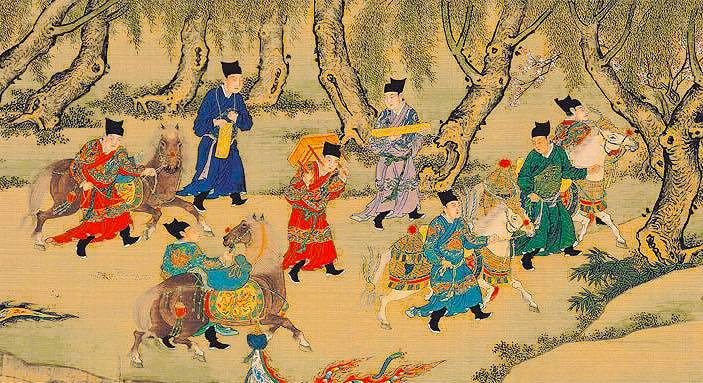
Jinyiwei a guardia dei tesori dell'Imperatore.

Le Guardie dall'Uniforme Ricamate erano autorizzate ad annullare i procedimenti giudiziari nel perseguire coloro che erano ritenuti nemici dello Stato, con piena autonomia nell'arrestare, interrogare, detenere senza processo e punire i sospettati, senza passare attraverso un giusto processo. Erano legati al servizio dell'imperatore e da lui prendevano ordini diretti. Servirono anche come commissari politici per gli eserciti Ming in tempo di guerra.
Negli ultimi anni della dinastia Ming, i Jinyiwei furono posti sotto il controllo della fazione del deposito orientale. Mentre il governo sprofondava nella corruzione, il Jinyiwei veniva costantemente utilizzato come mezzo per eliminare gli oppositori politici attraverso omicidi e procedimenti legali ad hoc.

## Sede centrale
Il quartier generale del Jinyiwei era a ovest di Piazza Tienanmen, dove attualmente si trova la Grande Sala del Popolo, a Pechino. A quel tempo, l'area piena di uffici per i ministri imperiali, convenientemente collocativi perché prossimi alla Città Proibita entro la quale viveva l'imperatore.

## Uniforme
Le guardie indossavano una caratteristica uniforme giallo oro, con una tavoletta indossata sul busto quale vero e proprio distintivo, e portavano una speciale arma a lama.
Nel dettaglio, gli abiti cerimoniali indossati dai Jinyiwei quali elementi d'alto rango nel complesso sistema gerarchico della corte imperiale cinese, erano: 
- Manfu (zh. 蟒服S, mǎngfúP), voluminosa roba ornata con il simbolo sacro del drago cinese.
- Feyufu (zh. 飛魚服T, 飞鱼服S, fēiyúfúP), lunga roba d'ispirazione mongola, decorata con immagini di pesci volanti.
- Jisün (zh. 济孙S), altra tunica di modello mongolo, più sobria.[5]

## Nella cultura popolare
- Il film del 1985 di Hong Kong Shaw Brothers Secret Service of the Imperial Court, titolo cinese Jinyiwei, vedeva Bryan Leung nei panni di un comandante Jinyiwei.
- La serie televisiva del 2010 Yi Zhi Mei, prodotta da Chinese Entertainment Shanghai, presenta Jinyiwei come devoto al primo ministro corrotto.
- Il film del 2010 14 Blades presentava il Jinyiwei, con Donnie Yen nei panni di un comandante Jinyiwei.
- La serie televisiva di Hong Kong del 2011 Relic of an Emissary prodotta da TVB ha interpretato Michael Tse nei panni di un comandante Jinyiwei.
- Il film Brotherhood of Blades del 2014 diretto da Lu Yang è ambientato verso la fine della dinastia Ming.
- Il wuxia manhua Blood and Steel presenta i Jinyiwei come una delle molteplici fazioni che lottano per il potere nel mondo delle arti marziali.
- Il webcomic Drive di Dave Kellett presenta un'organizzazione di polizia segreta futuristica chiamata Jinyiwei.
- Il webcomic My Boyfriend is a Jinyiwei di Hong Yi presenta un personaggio di Jinyiwei tsundere che viaggia nel tempo che è finito nel presente.
- Il videogioco Ubisoft For Honor presenta il personaggio giocabile "Zhanhu", basato sul Jinyiwei.
- Il dramma Under the Power (cinese: Jin Yi Zhi Xia), diretto da Yi Tao, presenta il personaggio Lu Yi, che è un Jinyiwei.
- Il dramma The Sleuth of the Ming Dynasty, prodotto da Jackie Chan, presenta in primo piano personaggi che si trovano nel Jinyiwei.